# Adidas Tango España

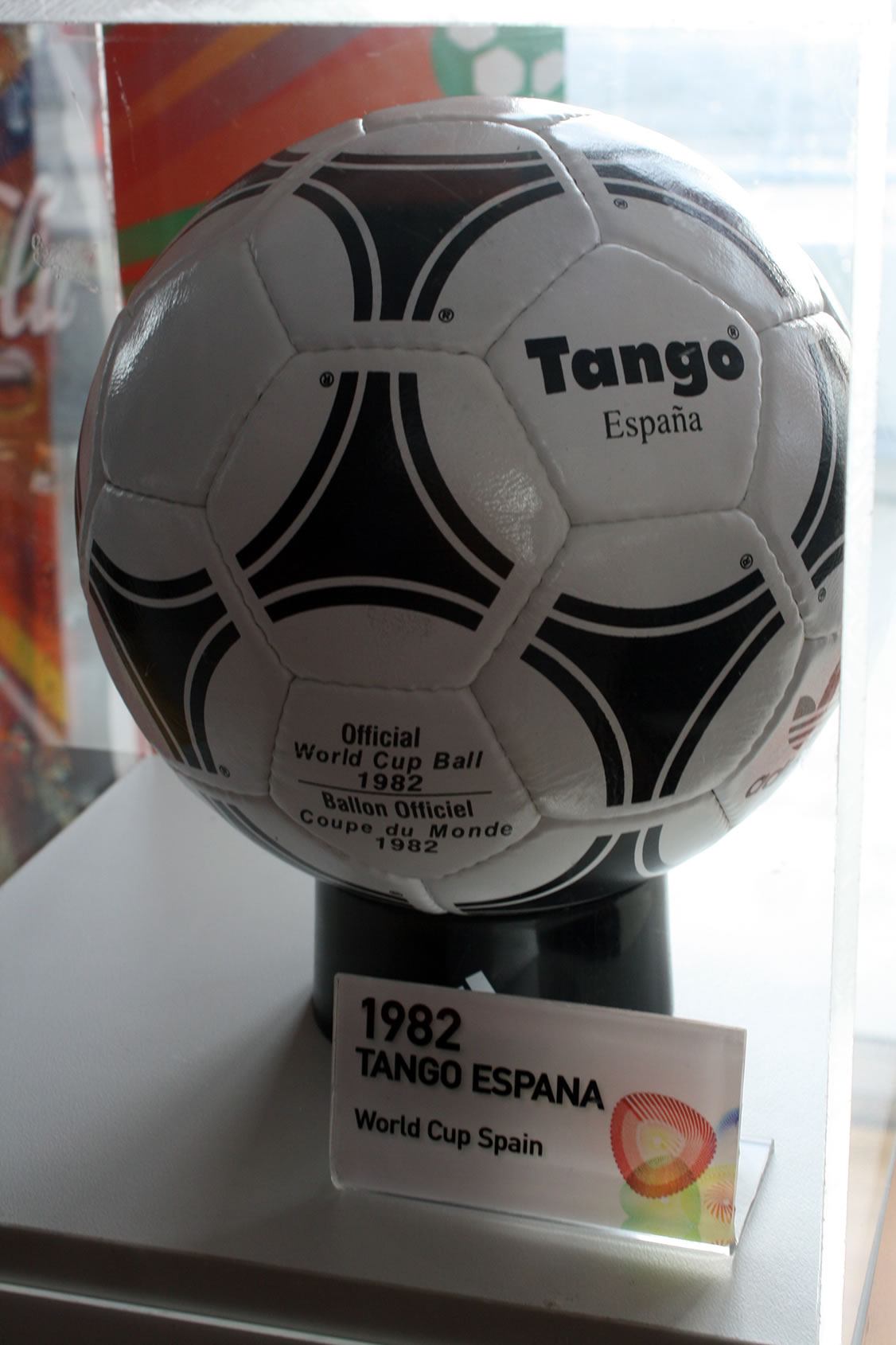
Adidas Tango España

Tango España — офіційний м'яч Чемпіонату світу з футболу 1982 в Іспанії. Цей м'яч був розроблений компанією Adidas спеціально для цього чемпіонату.

## Назва
М'яч зберіг свою назву, присвячену танґо, з доданням назви країни-організатора чемпіонату.

## Технічні характеристики
Сфера, що складається з 32 зшитих фрагментів (20 шестикутних і 12 п'ятикутних), які виготовлені з натуральної шкіри і вкриті блискучим водозахисним покриттям. На відміну від попереднього Tango Durlast, у Tango España були прорезинені шви, що покращило його водостійкість.

## Дизайн
Дизайн не зазнав жодних змін у порівнянні Tango Durlast: 12 кіл довкола п'ятикутних фрагментів з чорних «тріяд» на шестикутних панелях.